# Keith Lasley
Keith Lasley (21 de setembre del 1979) és un migcampista escocès capità del Motherwell, equip de futbol que disputa la Lliga Escocesa. Anteriorment havia jugat al Plymouth Argyle i al Blackpool.
Segons la pàgina web del Motherwell Lasley va néixer a Glasgow. Es va incorporar al Motherwell el 1999 provinent d'un equip de Paisley però va trigar mesos a debutar-hi. El 2004 va optar per no renovar el seu contracte i va marxar al Plymouth Argyle. El Febrer del 2006 va ser cedit al Blackpool.
Va quedar lliure el mateix any i després d'entrenar-se amb el Kilmarnock va retornar al Motherwell. Una lesió al setembre el va fer perdre's la resta de la temporada.
Un cop recuperat va jugar en 32 partits de lliga la propera temporada i va fer un gol. L'abril del 2008 va renovar per a dos anys i va jugar 48 partits de lliga durant les properes dues temporades. El 2010 va tornar a renovar el contracte per a dos anys més. El 2011 va guanyar la distinció de Jugador del Mes de la Lliga Escocesa de primera divisió.
El 25 de maig del 2012, Lasley va signar una nova renovació per a dues temporades més amb el Motherwell. D'ençà nés el capità. El 3 de juny del 2014 Lasley va signar un altre contracte de dos anys amb el Motherwell. El 6 de desembre del 2014, va jugar el seu 400è partit amb el Motherwell, en una derrota 1–0 contra el Celtic.
El 23 de juny del 2016 va signar una altra renovació amb el Motherwell.

## Estadística de carrera
| Club               | Temporada        | Lliga      | Lliga | Copa       | Copa | Copa de lliga | Copa de lliga | Altre      | Altre | Total      | Total |
| Club               | Temporada        | Aparicions | Gols  | Aparicions | Gols | Aparicions    | Gols          | Aparicions | Gols  | Aparicions | Gols  |
| ------------------ | ---------------- | ---------- | ----- | ---------- | ---- | ------------- | ------------- | ---------- | ----- | ---------- | ----- |
| Motherwell         | 2000–01          | 12         | 1     | 1          | 0    | 0             | 0             | 0          | 0     | 13         | 1     |
| Motherwell         | 2001–02          | 28         | 2     | 1          | 0    | 1             | 0             | 0          | 0     | 30         | 2     |
| Motherwell         | 2002–03          | 24         | 3     | 3          | 0    | 2             | 0             | 0          | 0     | 29         | 3     |
| Motherwell         | 2003–04          | 33         | 3     | 3          | 0    | 1             | 1             | 0          | 0     | 37         | 4     |
| Motherwell         | Total            | 97         | 9     | 8          | 0    | 4             | 1             | 0          | 0     | 109        | 10    |
| Plymouth Argyle    | 2004–05          | 24         | 0     | 0          | 0    | 1             | 0             | 0          | 0     | 25         | 0     |
| Plymouth Argyle    | 2005–06          | 5          | 0     | 0          | 0    | 2             | 0             | 0          | 0     | 7          | 0     |
| Plymouth Argyle    | Total            | 29         | 0     | 0          | 0    | 3             | 0             | 0          | 0     | 32         | 0     |
| Blackpool (cessió) | 2005–06          | 7          | 0     | 0          | 0    | 0             | 0             | 0          | 0     | 7          | 0     |
| Motherwell         | 2006–07          | 14         | 0     | 0          | 0    | 3             | 0             | 0          | 0     | 17         | 0     |
| Motherwell         | 2007–08          | 32         | 1     | 3          | 0    | 3             | 1             | 0          | 0     | 38         | 2     |
| Motherwell         | 2008–09          | 28         | 0     | 2          | 0    | 1             | 0             | 2          | 0     | 33         | 0     |
| Motherwell         | 2009–10          | 20         | 0     | 2          | 1    | 0             | 0             | 4          | 0     | 26         | 1     |
| Motherwell         | 2010–11          | 26         | 1     | 6          | 0    | 2             | 1             | 6          | 0     | 40         | 2     |
| Motherwell         | 2011–12          | 32         | 4     | 2          | 0    | 2             | 1             | 0          | 0     | 36         | 5     |
| Motherwell         | 2012–13          | 36         | 1     | 2          | 0    | 1             | 0             | 4          | 0     | 43         | 1     |
| Motherwell         | 2013–14          | 36         | 2     | 1          | 0    | 1             | 0             | 2          | 0     | 40         | 2     |
| Motherwell         | 2014–15          | 33         | 0     | 1          | 0    | 1             | 0             | 4          | 0     | 39         | 0     |
| Motherwell         | 2015–16          | 28         | 0     | 2          | 0    | 1             | 0             | 0          | 0     | 31         | 0     |
| Motherwell         | Total            | 288        | 9     | 21         | 1    | 15            | 3             | 22         | 0     | 343        | 13    |
| Total de carrera   | Total de carrera | 419        | 18    | 28         | 1    | 22            | 4             | 22         | 0     | 491        | 23    |